# LIAT
Pour les articles homonymes, voir LIA.
The Carribean Airlines

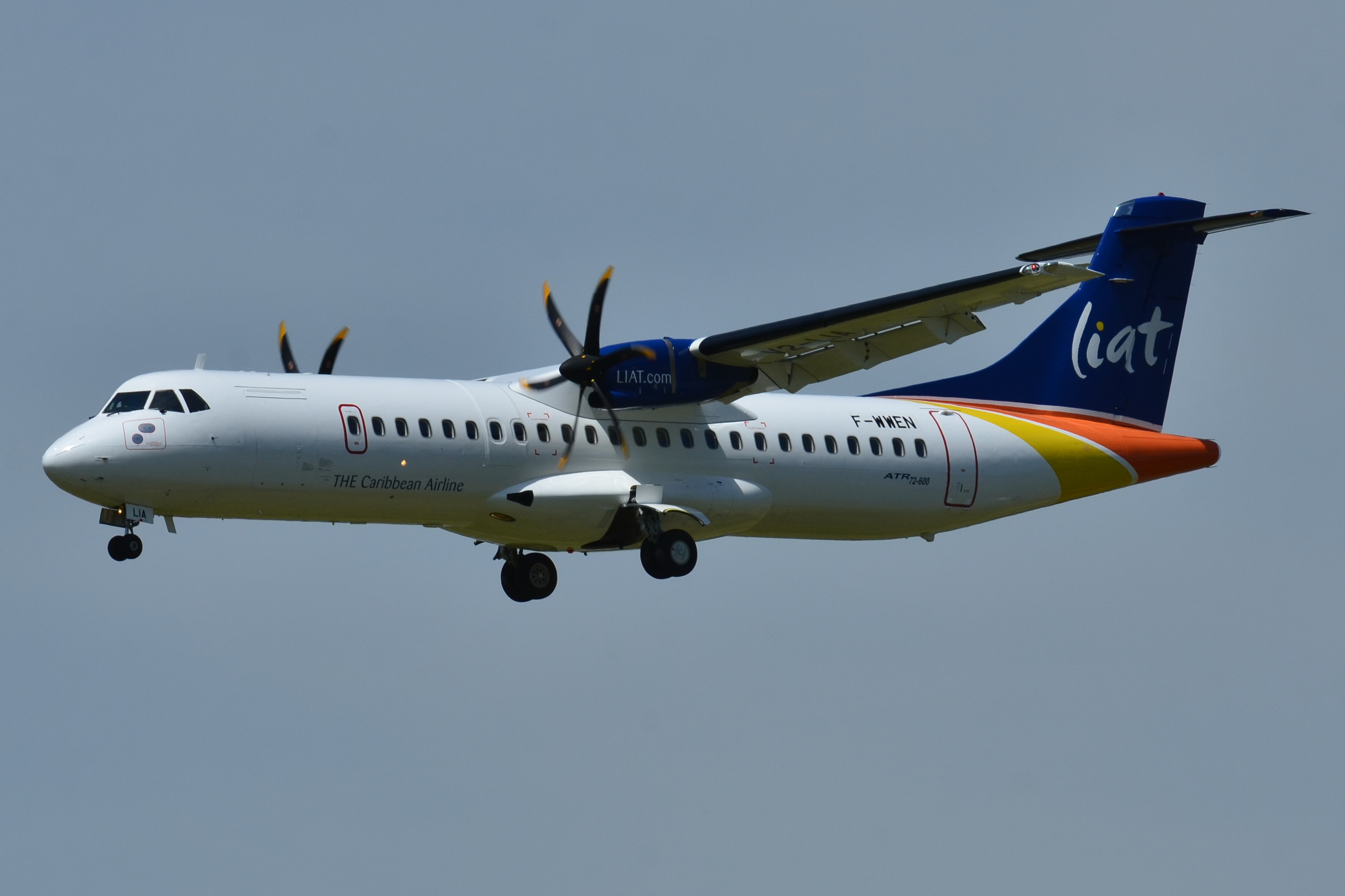
ATR 72-600 de la compagnie LIAT.

LIAT (Code AITA : LI ; code OACI : LIA) est une compagnie aérienne des Petites Antilles, fondée en 1956.
Son nom provient de Leeward Islands (îles Sous-le-Vent) et signifie « Leeward Islands Air Transport ».
En juin 2020 la LIAT est en cours de Liquidation.

## Histoire
La compagnie Leeward Islands Air Transport Services fut fondée le 20 septembre 1956. Elle commence son activité avec un unique avion, un Piper Apache sur une ligne opérant entre Antigua et Montserrat. Avec l'acquisition en 1957 de 75 % des parts par la BWIA, une compagnie plus connue, la LIAT étend alors son activité dans la Caraïbe et obtient également de nouveaux appareils, tels des Beechcraft Bonanza et des de Havilland Herons. Des Hawker Siddeley HS 748 rejoignent également la flotte en 1965, à la suite de la décision de la compagnie de réformer les Herons.
Au début des années 1970, « Court Line » acquiert la LIAT et commence à introduire des avions à réaction, à l'image du BAC One Eleven ou du Britten-Norman, utilisés pour des routes plus longues. En 1973, la LIAT propose ses services de maintenance à d'autres compagnies, notamment Carib Aviation (en). Ces services seront suspendus en 1974, lorsque Carib Aviation décide d'employer ses propres mécaniciens.
Mais « Court Line » fait faillite rapidement après l'acquisition de la LIAT, et les BAC 1-11 quittent alors la flotte. Pour maintenir la compagnie en activité, les gouvernements de 11 États de la Caraïbe lancent un plan pour la racheter. Les jets sont alors remplacés par des avions plus petits, comme le Twin Otters.
Les années 1980 sont une période de croissance. En 1986, plusieurs vols quotidiens opèrent vers San Juan (Porto Rico) et d'autres régions que la compagnie n'avait jamais desservies auparavant. Des Dash 8-100 sont alors achetés, offrant une vitesse supérieure afin de réduire les temps de vol.
Toutefois, en novembre 1995, afin de la sauver de la faillite, la LIAT est partiellement privatisée. La compagnie a alors commencé à affréter des appareils de 50 places de la série des Dash 8-300.

## Alliance
En janvier 2007, la compagnie aérienne annonce un projet de fusion avec Caraïbes Star Airlines, et entre dans une alliance commerciale impliquant des horaires de vol combinés. Jusqu'à l'achèvement de la fusion, tous les vols sont désormais commercialisés sous le nom de LIAT, bien que les compagnies aériennes continuent de fonctionner séparément en utilisant leurs propres certificats de transporteur aérien.
La compagnie fusionnée gardera le nom de LIAT, et adoptera le slogan "The Star of the Caribbean". La flotte sera alors homogénéisée avec des appareils Bombardier Dash 8 Q300.
En juin 2007, les gouvernements des États copropriétaires de la compagnie (la Barbade, Antigua-et-Barbuda et Saint-Vincent-et-les-Grenadines) autorisèrent le Conseil d'administration à racheter Star Caraïbes. Le 24 octobre 2007, LIAT a donc acquis Caraïbes Star Airlines et ses cinq DHC-8.
La compagnie est détenue à 73,4 % par 7 pays des Petites Antilles, dont les principaux 3 actionnaires sont la Barbade, Antigua-et-Barbuda et Saint-Vincent-et-les-Grenadines. Le reste de son capital est détenu à 10 % par des investisseurs privés, et à 5,38 % par ses employés. En mars 2007, la compagnie comptait 673 employés.

## Les destinations
La LIAT (1956) Ltd. est une compagnie régionale qui dessert 18 destinations dans les Antilles.

## Flotte

### Flotte actuelle
En janvier 2023, la flotte de LIAT est composée des avions suivants :
| Avion      | En service | Commandes | Options | Passagers | Notes |
| ---------- | ---------- | --------- | ------- | --------- | ----- |
| ATR 42-600 | 3          | —         | —       | 48        |       |
| Total      | 3          | —         | —       |           |       |

Avec Air Antilles et Winair, elle fait partie de l'alliance de compagnies aériennes CaribSky Alliance.

### Flotte historique de la compagnie
- 5 ATR 72-600
- Beechcraft Twin Bonanza
- Bombardier Dash 8-100
- Bombardier Dash 8-300
- BAC 1-11 500
- Britten-Norman Islander
- Britten-Norman Trislander
- DHC-6 Twin Otter
- de Havilland Heron
- Embraer EMB 110
- Hawker Siddeley HS.748

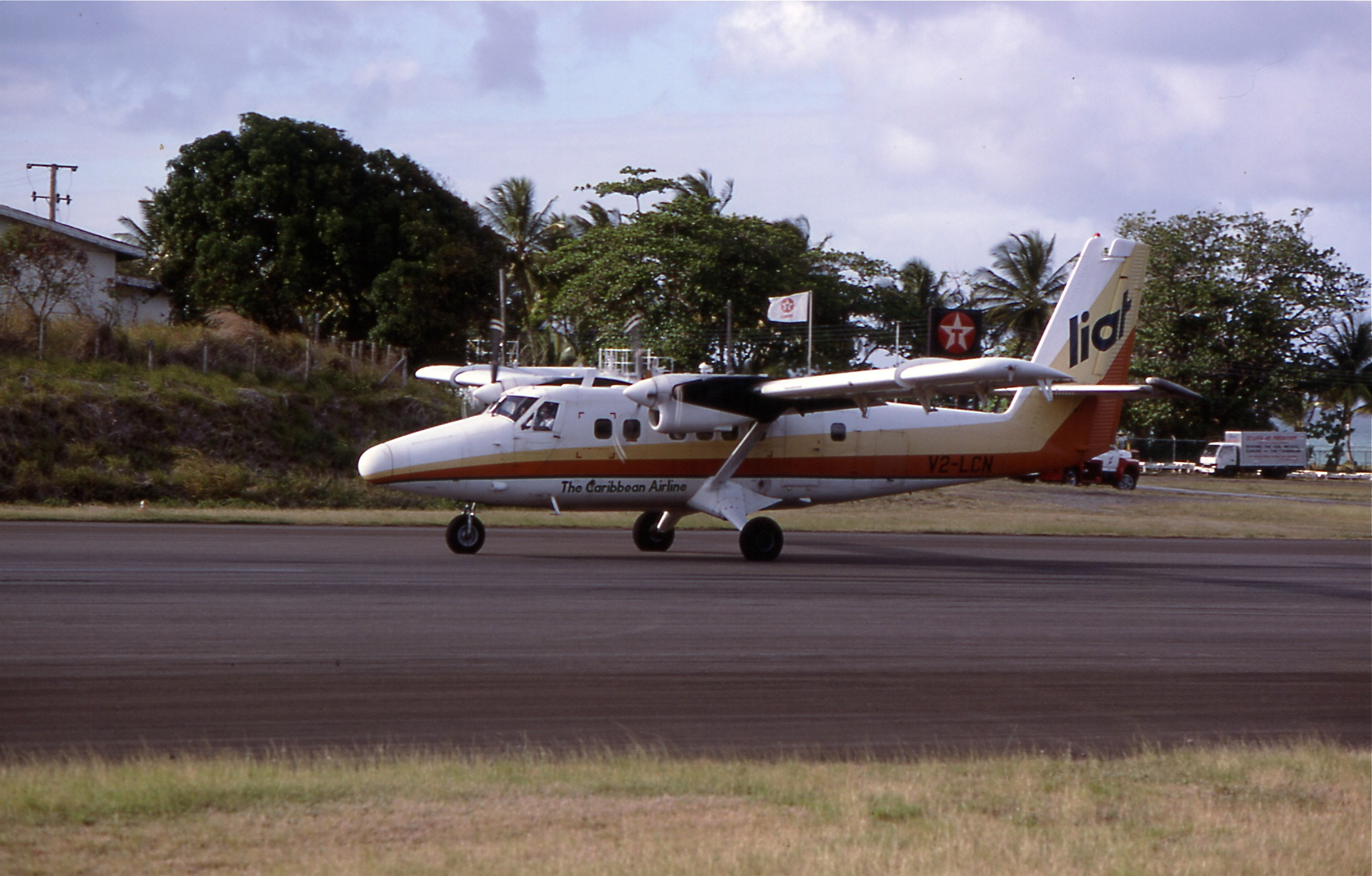
DHC Twin Otter en 1994
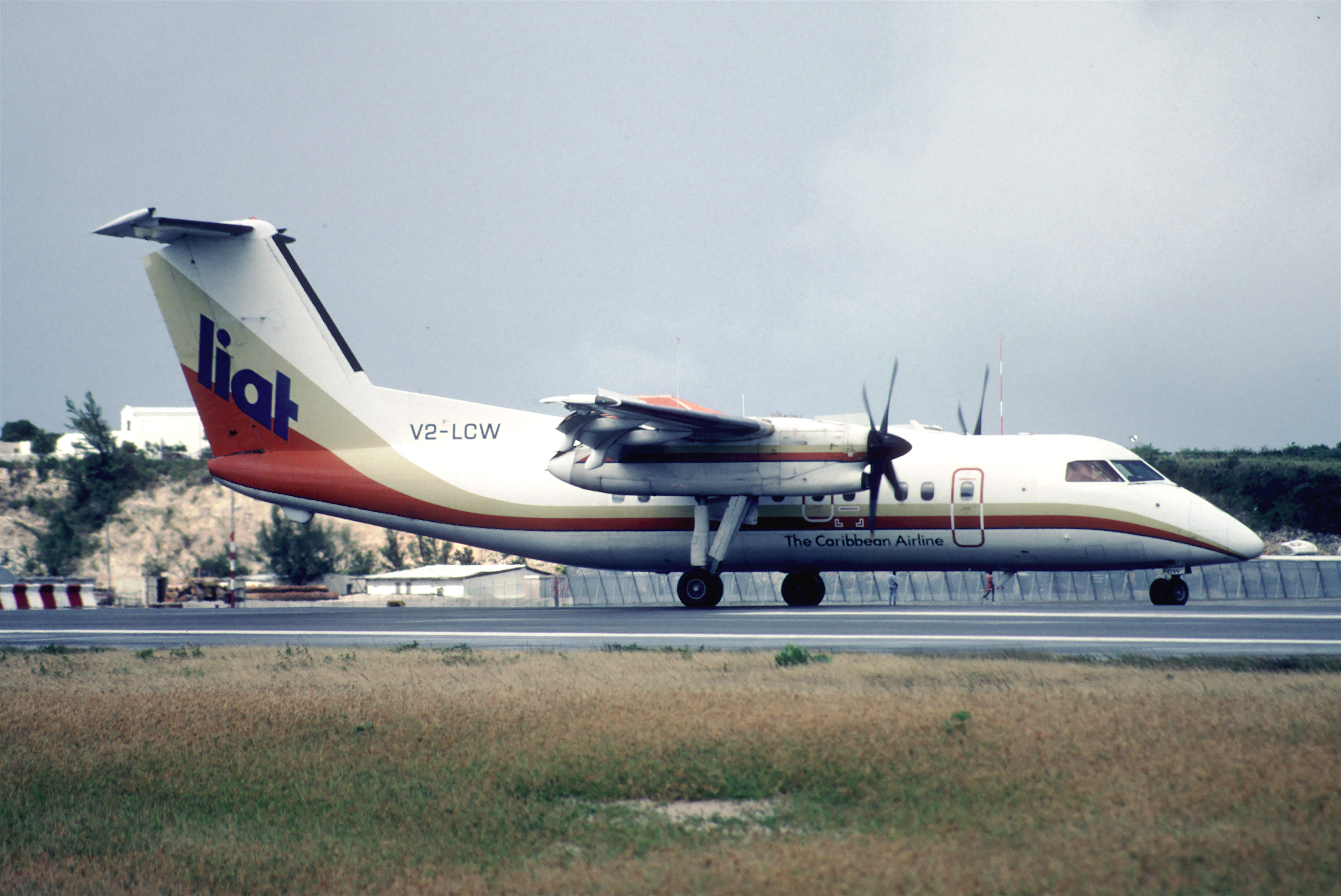
LIAT DHC-8-102 Dash 8;en 1999
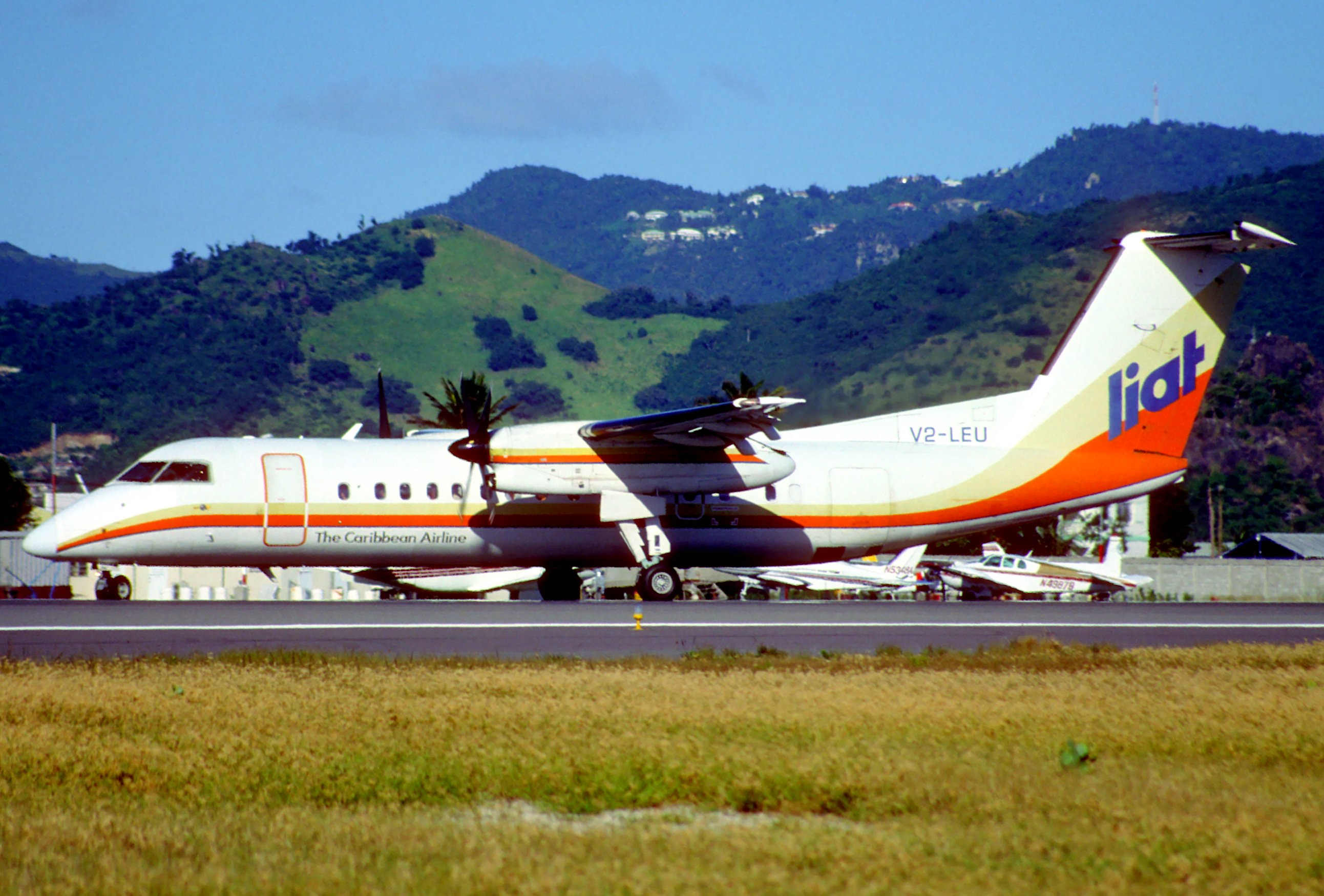
50cn - LIAT DHC-8-311 Dash 8 en 1999
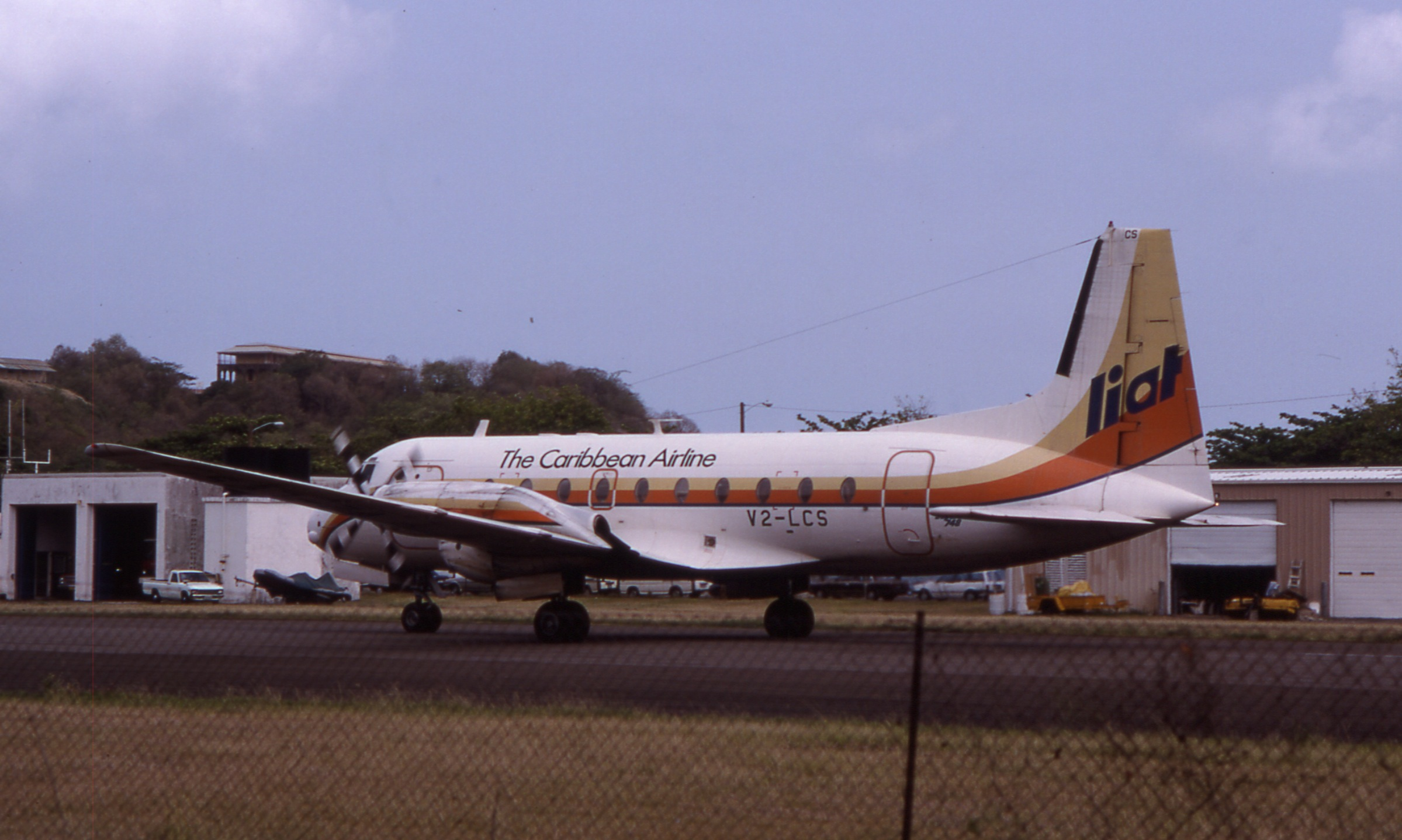
Hawker-Siddeley HS 748